# Nicolas Roeg
Nicolas Jack Roeg (Londres, 15 de agosto de 1928-Londres, 23 de noviembre de 2018) fue un director de cine y director de fotografía inglés, conocido especialmente por haber dirigido Performance (1970), Walkabout (1971), Don't Look Now (1973), The Man Who Fell to Earth (1976), Contratiempo (1980) y The Witches (1990).
Haciendo su debut como director 23 años después de su entrada en la industria del cine, Roeg rápidamente se hizo conocido por un estilo visual y narrativo idiosincrásico, caracterizado por el uso de la edición inconexa y desorientadora. Por esta razón, se le considera un cineasta muy influyente, con directores como Steven Soderbergh, Christopher Nolan y Danny Boyle citándolo como tal.
En 1999, el British Film Institute reconoció la importancia de Roeg en la industria cinematográfica británica al nombrar a Don't Look Now and Performance como la 8.ª y 48.ª mejores películas británicas de todos los tiempos en su encuesta de las 100 mejores películas británicas.

## Infancia
Roeg nació en St John's Wood en el norte de Londres el 15 de agosto de 1928, de Jack Nicolas Roeg y Mabel Gertrude Silk. Su padre era de ascendencia holandesa y trabajaba en el comercio de diamantes, pero perdió mucho dinero cuando sus inversiones fracasaron en Sudáfrica. Roeg había dicho que solo ingresó en la industria del cine porque había un estudio al otro lado de la calle en su casa en Marylebone.

## Carrera

### Director de fotografía
En 1947, después de completar el servicio militar, Roeg ingresó en el negocio del cine como un niño de té para después avanzar hacia cargador de claquetas, el peldaño más bajo del departamento de cámaras, en Marylebone Studios en Londres. Durante un tiempo, trabajó como operador de cámara en varias producciones cinematográficas, como Tres vidas errantes y The Trials of Oscar Wilde.
Fue director de fotografía de la segunda unidad en Lawrence de Arabia (1962) de David Lean y esto llevó a que Lean contratara a Roeg como director de fotografía en su siguiente película Doctor Zhivago; sin embargo, la visión creativa de Roeg chocó con la de Lean y, finalmente, fue despedido de la producción y reemplazado por Freddie Young, quien recibió el crédito exclusivo de cinematografía cuando la película fue estrenada en 1965. Fue acreditado como director de fotografía en The Masque of the Red Death de Roger Corman y Fahrenheit 451 de François Truffaut, así como Far from the Madding Crowd de John Schlesinger y Petulia de Richard Lester; esta última es la última película en la que Roeg fue acreditado únicamente por la cinematografía y también comparte muchas características y similitudes con el trabajo de Roeg como director.

### Director
A finales de la década de 1960, Roeg se trasladó a la dirección con Performance, junto a Donald Cammell. La película se centra en un aspirante a gánster de Londres —James Fox— que se muda con una solitaria estrella de rock —Mick Jagger— para evadir a sus superiores. La película contó con la cinematografía de Roeg y un guion de Cammell, el último de los cuales había favorecido a Marlon Brando por el papel de James Fox. La película se completó en 1968, pero fue retenida por su distribuidor Warner Bros. quien, según Sanford Lieberson, «no creía que fuera liberable». La película fue finalmente estrenada con una calificación X, una clasificación de películas reservada para las películas más explícitas y destinadas para que las vean solo los adultos, en 1970 y, a pesar de su mala recepción inicial, los críticos la consideran muy apreciada debido a sus seguidores de culto.
Siguió con Walkabout, que cuenta la historia de una adolescente inglesa y su hermano menor que fueron abandonados en el outback australiano por su padre tras su suicidio y obligados a valerse por sí mismos, con la ayuda de un niño aborigen en su ambulada. Roeg eligió a Jenny Agutter en el papel de la niña, su propio hijo Luc como el niño y David Gulpilil como el niño aborigen. Fue ampliamente elogiada por los críticos a pesar de su falta de éxito comercial.
Su próxima película, Don't Look Now, está basada en el cuento del mismo nombre de Daphne du Maurier y protagonizada por Julie Christie y Donald Sutherland como una pareja casada en Venecia de luto por la muerte de su hija que se había ahogado y que comienza a experimentar avistamientos misteriosos. La película atrajo el escrutinio temprano debido a una escena de sexo entre Sutherland y Christie, que fue inusualmente explícita para el momento. La decisión de Roeg de intercalar la relación sexual con las tomas de la pareja vistiéndose después se informó que se debió a la necesidad de mitigar los temores de los censores y hubo rumores en el momento de su estreno de que el sexo no era simulado. La película fue ampliamente elogiada por la crítica y considerada una de las películas de terror más importantes e influyentes que se haya hecho.
Al igual que en Performance, eligió a músicos en los papeles principales para sus próximas dos películas, The Man Who Fell to Earth y Contratiempo. En The Man Who Fell to Earth (1976) David Bowie interpreta a un alienígena humanoide que viene a la Tierra a recolectar agua para su planeta, que sufre una sequía. La película dividió a los críticos y fue truncada en su estreno en los Estados Unidos. A pesar de esto, se ingresó en el Festival Internacional de Cine de Berlín, donde Roeg fue nominado para el Oso de oro. Hoy se considera una importante película de ciencia ficción y es una de las películas más famosas de Roeg. Contratiempo fue estrenada en 1980 y está protagonizada por Art Garfunkel como una psiquiatra estadounidense que vive en Viena y desarrolla una relación amorosa con una también expatriada (interpretada por Theresa Russell, con quien Roeg se casó más tarde), que culmina en el traslado de la última al hospital en un incidente cuya naturaleza se revela a lo largo de la película. Al principio, fue criticada por los críticos, así como por la Rank Organisation, su distribuidor, que la describió como «una película enferma hecha por personas enfermas para personas enfermas». Rank solicitó que su logotipo fuera retirado de la película terminada.
Contratiempo marcó el comienzo de una asociación de tres películas con Jeremy Thomas. La segunda de estas películas, Eureka (1983), se basó libremente en una historia real; recibió un estreno en gran parte limitado, tanto cines como en medios domésticos. Fue seguido con Insignificance, que imagina una reunión entre Marilyn Monroe, Albert Einstein, el segundo marido de Monroe, Joe DiMaggio, y el senador Joseph McCarthy. Insignificance se proyectó en el concurso del Festival de Cannes de 1985, y la película fue seleccionada para competir por la Palma de Oro.
Sus siguientes dos películas, Castaway y Track 29, se consideran entradas menores en su obra. Roeg fue seleccionado para dirigir una adaptación de la novela para niños de Roald Dahl Las brujas, The Witches, por Jim Henson, quien había obtenido los derechos cinematográficos del libro en 1983. Esta sería su última gran película de estudio y resultó ser un gran éxito con la crítica, aunque fue un fracaso de taquilla. Roeg hizo solo tres películas para salas de cine siguiendo a The Witches: Cold Heaven (1992), Two Deaths (1995) y Puffball (2007). Roeg también hizo una pequeña cantidad de trabajo para televisión, incluidas las adaptaciones de Dulce pájaro de juventud de Tennessee Williams y Heart of Darkness.

## Estilo e influencia
Las películas de Roeg son conocidas por tener escenas e imágenes de la trama presentadas de forma desordenada, fuera de orden cronológico y causal, que requieren que el espectador haga el trabajo de reorganizarlas mentalmente para comprender la línea de la historia. Parecen «destruir la realidad en mil pedazos» y son «impredecibles, fascinantes, crípticas y susceptibles de dejarte preguntándote qué diablos acaba de pasar ...». Esta es también la estrategia de Petulia, la película de Richard Lester en 1968 que fue la última película de Roeg como director de fotografía solamente. Una característica de las películas de Roeg es que se editan de manera disyuntiva y semicoherente, que tiene sentido completo solo en los momentos finales de la película, cuando surge una pieza crucial de información; son «montajes en forma de mosaico [llenos de] detalles elípticos que se vuelven muy importantes más adelante».
Estas técnicas, junto con la atmósfera de presentimiento de Roeg, influyeron posteriormente en cineastas como Steven Soderbergh, Tony Scott, Ridley Scott, François Ozon y Danny Boyle. Además de esto, Christopher Nolan ha dicho que su película Memento hubiera sido «bastante impensable» sin Roeg y cita el final de Insignificance como una influencia en su propia Inception. Además de esto, Out of Sight de Soderbergh presenta una escena de amor que está visiblemente influenciada por la de Don't Look Now.
Otro tema que se puede ver en la filmografía de Roeg son los personajes que están fuera de su entorno natural. Ejemplos de esto incluyen a los escolares en el outback australiano en Walkabout, los hombres y mujeres en Venecia en Don't Look Now, el extraterrestre en la Tierra en The Man Who Fell to Earth, y los estadounidenses en Viena en Contratiempo.
La influencia de Roeg en el cine no se limita a deconstruir la narrativa. La secuencia «Memo from Turner» en Performance es anterior a muchas técnicas utilizadas posteriormente en videos musicales. La secuencia del «cuadrante» en Contratiempo, en la que se escuchan los pensamientos de los personajes interpretados por Theresa Russell y Art Garfunkel antes de que se hablen las palabras ambientado en música para piano de Keith Jarrett de The Köln Concert, extendió los límites de lo que se podría hacer en el cine.

## Legado y honores
El trabajo cinematográfico de Roeg se documentó en los Estudios Riverside, Londres, del 12 al 14 de septiembre de 2008, cuando se exhibieron nueve de sus películas. Introdujo la retrospectiva con Miranda Richardson, quien protagonizó Puffball. La retrospectiva incluía Contratiempo, Far from the Madding Crowd, The Man Who Fell to Earth, The Witches, Eureka, Don't Look Now e Insignificance. La London Film Academy organizó este evento para Roeg en honor a su patrocinio de la escuela.
En 1994, recibió una beca del British Film Institute. En los Honores de Año Nuevo de 1996, Roeg fue nombrado Comandante de la Orden del Imperio Británico.

## Vida personal
De 1957 a 1977, Roeg estuvo casado con Susan Stephen. Tuvieron cuatro hijos: Waldo, Nico, Sholto y Luc Roeg. Luc apareció como actor, acreditado como Lucien John, en Walkabout, la primera película de Roeg como director en solitario.
En 1982, Roeg se casó con Theresa Russell y tuvieron dos hijos: Max (un actor) y Statten Roeg. Más tarde se divorciaron.
Roeg estuvo casado con Harriet Harper desde 2005 hasta su muerte en 2018.

## Muerte
El 23 de noviembre de 2018, Roeg murió en Londres por causas naturales a la edad de 90 años.
El actor Donald Sutherland describió a Roeg como un «visionario audaz». El cineasta Duncan Jones, hijo de David Bowie, quien protagonizó The Man Who Fell to Earth, también rindió homenaje a Roeg, y lo calificó de «gran narrador de historias» e «inimitable».

## Filmografía como realizador
- 1968 - Performance (codirector con Donald Cammell)
- 1970 - Walkabout
- 1973 - Don't Look Now
- 1976 - The Man Who Fell to Earth
- 1979 - Contratiempo
- 1983 - Eureka
- 1985 - Insignificance
- 1986 - Castaway
- 1987 - Aria (segmento: "Un ballo in maschera")
- 1988 - Track 29
- 1990 - The Witches
- 1992 - Cold Heaven
- 1995 - Two Deaths
- 1996 - Samson and Delilah
- 2007 - Puffball